# Burg Weidenstetten
Die Burg Weidenstetten ist eine abgegangene Burg in  der Nähe der Kirche an der Straße nach Altheim in der Gemeinde Weidenstetten im Alb-Donau-Kreis in Baden-Württemberg.
Von der von den Herren von Weidenstetten erbauten Hügelburg (Motte) ist nur ein Rest des Burghügels zu sehen. Auf ihm steht heute das Pfarrhaus.